# 比翼塚
比翼塚（ひよくづか）是相愛、殉情的男女或夫婦過世後的合葬塚或合葬墓。也稱做夫婦塚。比翼塚大多伴隨悲戀的故事，所以，大多是後人將生前無法結合的二人合葬之墓。

## 各地的比翼塚
- 木梨輕皇子和輕大娘皇女 兄妹的比翼塚  （愛媛縣松山市姫原的輕之神社付近）
- 蜂谷小太郎和紅蓮尼的比翼塚　（宮城縣宮城郡松島町的三聖堂）
- 平井權八和遊女小紫的比翼塚　（東京都目黑區下目黑的目黑不動瀧泉寺仁王門前）
- 於七和吉三郎的比翼塚　（東京都文京區的吉祥寺）
- 谷豐榮和盛紫的比翼塚　（東京都荒川區的淨閑寺）
- 吉野太夫和灰屋紹益的比翼塚　（京都府京都市北區的常照寺）
- 三勝和半七的比翼塚　（奈良縣五條市的櫻井寺）
- お夏和清十郎的比翼塚　（兵庫縣姫路市的慶雲寺）
- 艋舺歡看樓鳴戶與北門街高進商會職員梅田末太郎的比翼塚　（心中雪解車事件，位於台北市三橋町的共同墓地，現已不存）

## 脚注
1. ↑  小学館 『デジタル大辞泉』 Kotobank、「比翼塚」。